# Ray Fean
Ray Fean est un musicien, compositeur et arrangeur irlandais né en septembre 1962 à Dublin. Batteur et percussionniste, il joue des percussions traditionnelles, dont le bodhrán. 
Il a notamment joué pour les spectacles Riverdance, L'Héritage des Celtes (Dan Ar Braz), Celtic Woman, Come from Away et avec les groupes Horslips, Coolfin (Donal Lunny), The Waterboys (en 2001). Son aventure avec L'Héritage des Celtes lui a permis de se faire connaître du grand public et d'accompagner des artistes comme Dan Ar Braz, Karen Matheson et son groupe Capercaillie, Gilles Servat, Carlos Nuñez, Donal Lunny, Liam O'Flynn et Nollaig Casey (Moving Hearts).

## Biographie
À l'âge de treize ans, Ray Fean commence sa carrière de batteur avec un groupe de rockabilly. Il rencontre le succès avec Tuesday Blue, groupe de Limerick découvert par Adam Clayton de U2 (le bassiste de U2 se joint au groupe à Amsterdam en janvier 1987) et signé sur le label Mother Records (en). Le groupe sort chez EMI Manhattan Shibumi, produit par Dave Richards (Queen, David Bowie, Iggy Pop). Cet album est suivi de grandes tournées en Irlande, aux États-Unis.
Ray Fean se consacre ensuite au travail en studio, vivant pendant une période à New York et travaillant depuis les studios SIR à Manhattan. Il enregistre également aux Studios Windmill Lane à Dublin pour la production Biffco, lui permettant d'être présent sur des titres pour des artistes tels que U2, David Gray, Gabrielle, Emma Bunton, Abs and Bellefire. Il réalise un album avec Ray Lynam qui ne verra jamais le jour mais qui lui permet de rencontrer Dónal Lunny.
Batteur du spectacle Riverdance (The Show, 1995), il tourne dans le monde entier, en jouant les musiques du compositeur Bill Whelan. Il organise une représentation unique en 2015 à Dublin. En 1996, avec Dónal Lunny, il travaille pour la compilation Common Ground (EMI) rassemblant différents artistes ; Bono et Adam Clayton (U2), Moya Brennan, Neil & Tim Finn, Sinead O'Connor, Christy Moore, Elvis Costello et Kate Bush.
Ces grandes productions lui permettent de faire des tournées et enregistrer avec des artistes internationaux : Clannad, Paul Brady, Sinéad O'Connor, Joe Elliot (Def Leppard), Elvis Costello, Emmylou Harris, Neil Finn (Crowded House), Sharon Shannon, Davy Spillane, Kirsty MacColl. 
En 1993, avec Dónal Lunny, il intègre L'Héritage des Celtes de Dan Ar Braz en Bretagne parmi de nombreux artistes celtiques. Ce projet qui n'était au départ qu'un seul concert, le conduit en tournée dans les plus grandes salles de France, 2 albums studio et 2 lives vendus à 2,5 millions d'exemplaires, des enregistrements télévisés comme l'Eurovision 1996. En parallèle, avec Dónal Lunny, ils deviennent partie intégrante de la formation de musique irlandaise Coolfin. En Bretagne, il accompagne Gilles Servat (produit par Jacques Bernard également), les frères Guichen (Dreams of Brittany, 2007) et continue de tourner avec Dan Ar Braz jusqu'en 2003.
À partir de 2005, il collabore avec David Downes sur le spectacle Celtic Woman, à la batterie lors des tournées mondiales et pour les enregistrements de 4 DVD, diffusés par PBS et des albums, vendus à 6 millions d'exemplaires en sept ans.
Avec son frère Johnny Fean (Horslips), il accompagne le chanteur américain Buck Taylor en 2018. À partir de 2019, il quitte le groupe Celtic Woman afin d'intégrer la production britannique West End pour la comédie musicale canadienne Come from Away, nommée aux Grammy Awards aux États-Unis. Chacun des musiciens reçoit en 2019 le Laurence Olivier Award de la « Réalisation exceptionnelle en musique » au Royaume-Uni,.
Au niveau de son travail de composition, d'arrangement et de production, il a réalisé la BO du film canadien The Divine Ryans (1999), une publicité Guinness (sortie au Japon), une série documentaire produite au Japon (Deep Planet), la bande originale d'épisodes de la sitcom Killinaskully co-composée avec Dave Keary (2005-2007).

## Discographie
- 1988 : Shibumi - Tuesday Blue
- 1988 : Love Songs - Daniel O'Donnell
- 1990 : No Sweat -  No Sweat (en)
- 1991 : Shibumi - Tuesday Blue
- 1993 : This Is It (Your Soul) - Hothouse Flowers
- 1993 : Auprès de ma bande - Soldat Louis
- 1994 : Héritage des Celtes - Dan Ar Braz et L'Héritage des Celtes
- 1995 : En Concert - Dan Ar Braz et L'Héritage des Celtes
- 1995 : Kojak Variety - Elvis Costello
- 1995 : No Regrets - Don Baker
- 1996 : Sur les quais de Dublin - Gilles Servat
- 1996 : Black Velvet Band - The Black Velvet Band
- 1996 : Common Ground : Voices Of Modern Irish Music
- 1996 : To the Moon - Capercaillie
- 1997 : Celtic Angels
- 1997 : Each Little Thing - Sharon Shannon
- 1997 : I Believe - Daniel O'Donnell
- 1997 : Moonchild - Celtus
- 1997 : The Dreaming Sea - Karen Matheson
- 1998 : 5 in the Morning - Hazel O'Connor
- 1998 : Coolfin - Dónal Lunny
- 1998 : Glenfinnan (Songs of the '45) - Capercaillie
- 1998 : Her Infinite Variety : Celtic Women in Music & Song
- 1999 : Celtic Colours International Festival : The Second Wave
- 1999 : Finisterres - Dan Ar Braz Et L'Héritage des Celtes
- 1999 : In My Hands - Natalie MacMaster
- 1999 : The Divine Ryans (BO du film)
- 1999 : The Spellbound - Sharon Shannon (best of)
- 1999 : Zénith - Dan Ar Braz et L'Héritage des Celtes
- 2000 : Agnes Browne
- 2000 : Comme je voudrai ! - Gilles Servat
- 2000 : Dusk Till Dawn - Capercaillie (best of)
- 2000 : Os Amores Libres - Carlos Núñez
- 2001 : Journey - Dónal Lunny (best of)
- 2001 : La Mémoire des volets blancs - Dan Ar Braz
- 2001 : The Kennedy Center Presents: The Irish Gala (DVD)
- 2002 : Between the Mountain and the Moon - Luka Bloom
- 2002 : Especially for You/Love Songs - Daniel O'Donnell
- 2002 : Made in Breizh - Dan Ar Braz
- 2002 : Songs of Love - Daniel O'Donnell
- 2003 : À toi et ceux - Dan Ar Braz
- 2003 : Duckin' & Divin' - Don Baker
- 2003 : Dirty Day  - Albert Niland
- 2004 : Choreography - Vanessa-Mae
- 2004 : Libertango - Sharon Shannon
- 2004 : Songs of Inspiration/I Believe - Daniel O'Donnell
- 2005 : Celtic Woman - Celtic Woman
- 2005 : Grace and Pride : The Anthology 2004-1984 - Capercaillie
- 2005 : Live in Concert - Clannad
- 2005 : Innocence - Luka Bloom
- 2006 : A Christmas Celebration - Celtic Woman
- 2006 : The Sharon Shannon Collection 1990-2005 - Sharon Shannon
- 2007 : A New Journey : Live at Slane Castle - Celtic Woman
- 2007 : Dreams of Brittany - Frères Guichen
- 2008 : Highlights - Celtic Woman
- 2008 : The Greatest Journey - Celtic Woman
- 2009 : Distant Shore - Órla Fallon (compositeur)
- 2010 : Songs from the Heart - Celtic Woman
- 2011 : Live At The O2  - Horslips
- 2012 : Believe  (compilation) - Celtic Woman